# Meine frühen Jahre: Weltabenteuer im Dienst
Meine frühen Jahre: Weltabenteuer im Dienst (im Original: My Early Life: A Roving Commission) ist der Titel eines 1930 erschienenen Memoirenwerkes des britischen Staatsmannes Sir Winston Churchill, das eine Autobiografie seiner Jugendjahre darstellt. Die deutsche Übersetzung durch Dagobert von Mikusch erschien 1931 unter dem Titel Weltabenteuer im Dienst im Paul List Verlag Leipzig.
Die in Meine frühen Jahre beschriebenen Ereignisse und Wechselfälle erstrecken sich über einen Zeitraum von knapp vierunddreißig Jahren, beginnend mit der Geburt des späteren Staatsmannes in Blenheim Palace, dem Schloss seines Großvaters, dem 7. Herzog von Marlborough, 1874, bis zur Eheschließung des zu diesem Zeitpunkt bereits zum Handelsministers des britischen Königreiches avancierten Jungpolitikers Churchill mit Clementine Hozier im Jahr 1908, der das Buch auch gewidmet ist („Im Jahre 1908 heiratete ich und lebte fortan herrlich und in Freuden“).
Der Erstveröffentlichung des Werkes als Buch im Oktober 1930 durch Thornton Butterworth in London – mit einer Startauflage von 5750 Exemplaren, der aufgrund der großen Nachfrage bis Ende des Jahres drei weitere Auflagen in Höhe von einmal 2500 und zweimal 1500 Exemplaren nachgeschoben wurden – ging zwischen dem 30. August und dem 20. September, eine „serialisierte“ Veröffentlichung des Buches, Abschnitt um Abschnitt, in der Tageszeitung The News Chronicle voraus.

## Entstehungszusammenhang und Wirkung des Werkes
Churchill schrieb Meine frühen Jahre größtenteils 1930, ein Jahr nach dem Sturz der zweiten Regierung Baldwin, der er als Schatzkanzler angehört hatte, nieder. Als Motive für Churchills Entschluss, seine Jugenderinnerungen zu publizieren, werden meist zwei Motive genannt: Zum einen das Bedürfnis Churchills sich nach dem Wegfall seiner Amtspflichten eine Ersatzbeschäftigung zu schaffen, um seine – als amtloser Oppositionspolitiker relativ umfangreich gewordene – Freizeit zu füllen. Und zum zweiten der Zwang des stets auf großem Fuß lebenden Politikers, seine Abgeordnetenbezüge durch andere Einnahmequellen aufzubessern, nachdem er in der Weltwirtschaftskrise in finanzielle Schwierigkeiten geraten war. Darüber hinaus dürfte die Eitelkeit des unbestritten selbstbewussten Churchill ein weiterer Grund gewesen sein, sich mit der eigenen Person zu befassen und dieser ein Buch zu widmen.
Churchills Buch – das der Autor zahllosen bekannten Persönlichkeiten wie Stanley Baldwin, Austen Chamberlain, Ramsay MacDonald und dem ehemaligen deutschen Kaiser, Wilhelm II. zukommen ließ – stieß bei der Kritik auf ein durchweg positives Echo und wurde insbesondere nach 1945 in zahlreiche Sprachen übersetzt.
Hervorgehoben wurden von den meisten Rezensenten neben der spannenden Handlung an sich vor allem auch die sprachliche Meisterschaft von Churchills Text, die der schrittweise erfolgenden intellektuellen Entwicklung seines jungen Ichs Rechnung trägt, indem sie ebenso schrittweise reifer wird: Während Churchill sein kindliches Ich in den ersten Kapitel auf eine sehr naive, sich um das Verstehen der Welt bemühende, eben kindliche, Art sprechen lässt, wird die Reifung des Jugendlichen und des jungen Erwachsenen dadurch gezeigt, indem der rückblickende Churchill sich bei der Schilderung dieser Lebensabschnitte einer immer erwachseneren Sprache bedient, je älter der beschriebene junge Mann wird. So urteilte etwa die Times in ihrer Besprechung des Buches: „Mr. Churchill's reviewer would require to be almost as skilled a writer as he is himself […] in order to give an adequate notion of the charm and briskness of this book“, während The Daily Sketch urteilte: „If you want to understand how Mr. Winston Churchill is his versatile, incalculable self you cannot do better than read his brilliant autobiographical sketch.“
Churchills früherer Kabinettschef Baldwin lobte das Buch seines ehemaligen Finanzministers: „Es ist eine bemerkenswerte Arbeit, die ich mit Vergnügen gelesen habe. Ich dachte ständig: Meine Güte – oder etwas in der Art – ist das gut.“ Und Churchills Biograf Knut Hagberg meinte mit Blick auf die Weltabenteuer im Dienst bei seiner Durchsicht von Churchills schriftstellerischem Gesamtwerk: „Vielleicht gibt es in der gesamten Weltliteratur keine bezauberndere Schilderung von einem jungen Mann und seinem Weg zu den Sternen und vom Reiz des Abenteuers.“ Und Churchills Biograf William Manchester fügt in seinem Buch Der letzte Löwe hinzu, dass Meine frühen Jahre vom schwedischen Nobelpreiskomitee bei der Diskussion, ob Churchills literarisches Œuvre für den Literaturnobelpreis würdig sei, als „charmant“ charakterisiert worden sei, bei der Entscheidung, Churchill den Preis zuzusprechen, allerdings keine Rolle gespielt habe.

## Adaptionen
Churchills Erinnerungsbuch diente dem britischen Regisseur Richard Attenborough als Vorlage für den Film Der junge Löwe von 1972.

## Weitere deutsche Ausgaben
- Meine frühen Jahre. Weltabenteuer im Dienst, München 1965.
- Meine frühen Jahre, Gatsby, Zürich 2023 (überarbeitete und ergänzte Neuausgabe der Übersetzung von D. von Mikusch, mit einem Nachwort von Heiko Arntz).